# 13564 Kodomomiraikan
13564 Kodomomiraikan (tên chỉ định: 1992 UH1) là một tiểu hành tinh vành đai chính. Nó được phát hiện bởi Masayuki Yanai và Kazuro Watanabe ở Đài thiên văn Kitami ở Hokkaidō, Nhật Bản, ngày 19 tháng 10 năm 1992. Nó được đặt theo tên Kodomomiraikan, a children's museum ở Tokyo ward thuộc Edogawa.